# Viorel Pîrligras
Viorel Pîrligras (n. 29 ianuarie 1959, Drobeta-Turnu Severin, județul Mehedinți) este un desenator român, grafician, traducător și scriitor de literatură științifico-fantastică.

## Biografie
În copilărie s-a mutat la Craiova. 
A fost redactor al lucrării enciclopedice Mic dicționar de autori SF de  Aurel Cărășel, Editura Vlad & Vlad, 1996.
în 1991, îi apare primul album de benzi desenate științifico-fantastice, Escală pe Tobra (Editura SFVA Craiova), care va fi premiat la Romcon în 1991.
A tradus în 1991 Swap-Swap, un roman științifico-fantastic din 1990 al scriitorului francez Richard Canal. Pîrligras a tradus povestirea Coșmaruri în Armageddon de Ray Bradbury („Asleep in Armageddon”, 1948), povestire tipărită în revista Quasar, nr. din 1992. Pîrligras a tradus și Jurnalul unui monstru de Richard Matheson, Vântul sufla liber de Chad Oliver, Noaptea saurianului (The Night-blooming Saurian) de James Tiptree, Jr., Simulant/Simulant de Michel Jeury, Cine-și cunoaște fratele de Graham Door.
A publicat mai multe benzi desenate cu personajul său Fergonautul: Un animal fantastic (Almanahul Anticipația 1984), Stare nevrotică algoritmică în efectuarea cubului Rubik-fergonaut (almanahul Știință și Tehnică 1985), Noile frontiere ale cunoașterii fergonautului (almanahul Știință și Tehnică, 1987), Totul despre Fergonaut și sex (Realitatea Bănățeană, 1995). Dr. Octavian Laiu-Despau a publicat Dicționarul de cuvinte și notiuni din SF-ul românesc în care apare și cuvântul fergonaut, alături de altele inventate de Pîrligras (fagree, arayak, baldor, lavar etc).
A primit 10 premii de creație la concursuri naționale de literatură SF (1981-1990), dintre care două oferite de Uniunea Scriitorilor din România (în 1982 pentru povestirea „Impact” și în 1987 pentru  povestirea „Fantastica lume a lui Cristobald”).

## Lucrări
- „Un animal fantastic” și „Cordoba stelelor” - benzi desenate  în Almanahul Anticipația 1984
- „Arhipelagul timpului” (1981, nuvelă).
- „Scena pustie” (1982).
- „Impact” (1982). Apare și în colecția de povestiri Cosmos XXI: întîmplări dintr-un univers al păcii editată de Alexandru Mironov, George Veniamin. Editura Politică, 1987.
- „Între nasturi” (1985) în colecția de povestiri Avertisment pentru liniștea planetei editată de Constantina Paligora. Editura Albatros (Fantastic Club)
- Amintiri (desene) în Almanah Anticipația 1986
- „Un mutant perfect” în Almanah Anticipația 1986
- „Sculptură lentă” în Almanah Anticipația 1986
- „Fantastica lume a lui Cristobald” în Almanah Anticipația 1987
- „Fratele meu geamăn sunt chiar eu” în Almanah Anticipația 1988
- „Curcubeu pe cer” în Almanahul Anticipația 1989
- „Dimineața unui faun” (1989) în almanahul Știință și tehnică.
- Povestirea „Cordoba stelelor” (1990) în colecția de povestiri La orizont, această constelație...  Editura Albatros (Fantastic Club)
- „Pe plajă” în Almanahul Anticipația 1990
- coperta și ilustrațiile din cartea Aventurile lui Theodore și alte povestiri (1985) de Radu Honga, Ed. Scrisul Românesc
- Zona de vest , serial de benzi desenate în CPSF Anticipația (Editura Nemira)

## Legături externe
- Viorel Pîrligras la isfdb.org
- Viorel Pîrligras la lumiparalele.ro
- Viorel Pîrligras la srsff.ro

## Vezi și
- Listă de desenatori, caricaturiști și graficieni‎
- Listă de creatori de benzi desenate români
- Pompiliu Dumitrescu
- Valentin Tănase
- Puiu Manu